# Transvaaliana striata
Transvaaliana striata är en insektsart som beskrevs av Johnsen 1973. Transvaaliana striata ingår i släktet Transvaaliana och familjen Pamphagidae. Inga underarter finns listade i Catalogue of Life.